# Andrew Talansky
Andrew Talansky (født 4. september 1988 i Miami, Florida) er en amerikansk tidligere cykelrytter.